# مايرون نورتن
مايرون نورتن (بالإنجليزية: Myron Norton)‏ هو محامي أمريكي، ولد في 1821، وتوفي في 1857.